# Dindéogo
Dindéogo est une commune rurale située dans le département de Gomboussougou de la province du Zoundwéogo dans la région Centre-Sud au Burkina Faso.

## Géographie
Dindéogo se trouve à 0,5 km au nord-est Goyenga et de la route nationale 29.

## Santé et éducation
Le centre de soins le plus proche de Dindéogo est le centre de santé et de promotion sociale (CSPS) de Gon Boussougou tandis que le centre médical (CMA) le plus proche se trouve à Manga.